# Clastoptera proteus
Clastoptera proteus är en insektsart som beskrevs av Fitch 1851. Clastoptera proteus ingår i släktet Clastoptera och familjen Clastopteridae. Inga underarter finns listade i Catalogue of Life.